# Kidwelly Castle
Kidwelly Castle är ett slott i Storbritannien.   Det ligger i kommunen Carmarthenshire och riksdelen Wales, i den södra delen av landet, 290 km väster om huvudstaden London. Kidwelly Castle ligger 12 meter över havet.
Terrängen runt Kidwelly Castle är platt åt nordväst, men åt sydost är den kuperad. Havet är nära Kidwelly Castle västerut. Närmaste större samhälle är Llanelli, 11,8 km sydost om Kidwelly Castle. Trakten runt Kidwelly Castle består i huvudsak av gräsmarker.